# عقد 1870
| 1870 \| 1871 \| 1872 \| 1873 \| 1874 \| 1875 \| 1876 \| 1877 \| 1878 \| 1879 |

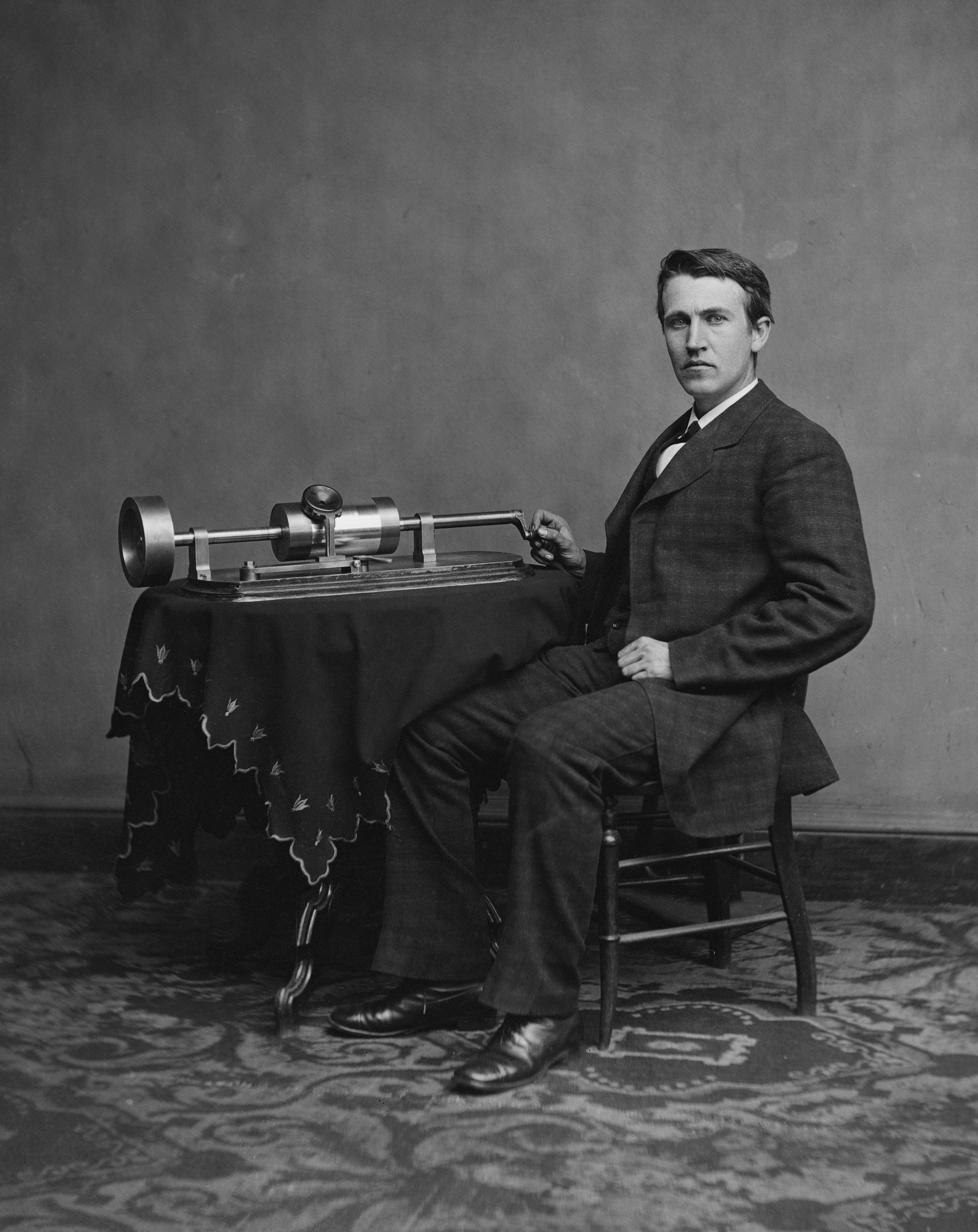

شهد عقد 1870 نفس اتجاهات العقد السابق، حيث ارتقت الإمبراطوريات الجديدة والاستعمارية والعسكرية في أوروبا وآسيا. كانت الولايات المتحدة تتعافى من الحرب الأهلية. وتوحدت ألمانيا عام 1871 وبدأ عهد الرايخ الثاني. وحدثت إضرابات عمالية في جميع أنحاء العالم في الجزء الأخير من العقد، واستمرت حتى الحرب العالمية الأولى. ترك عصر إعادة الإعمار في الولايات المتحدة إرثا من المرارة والفصل الذي استمر حتى عقد 1960.